# Rhytia muscigera
Rhytia muscigera är en fjärilsart som beskrevs av Butler 1882. Rhytia muscigera ingår i släktet Rhytia och familjen nattflyn. Inga underarter finns listade.